# 니케아 기독교

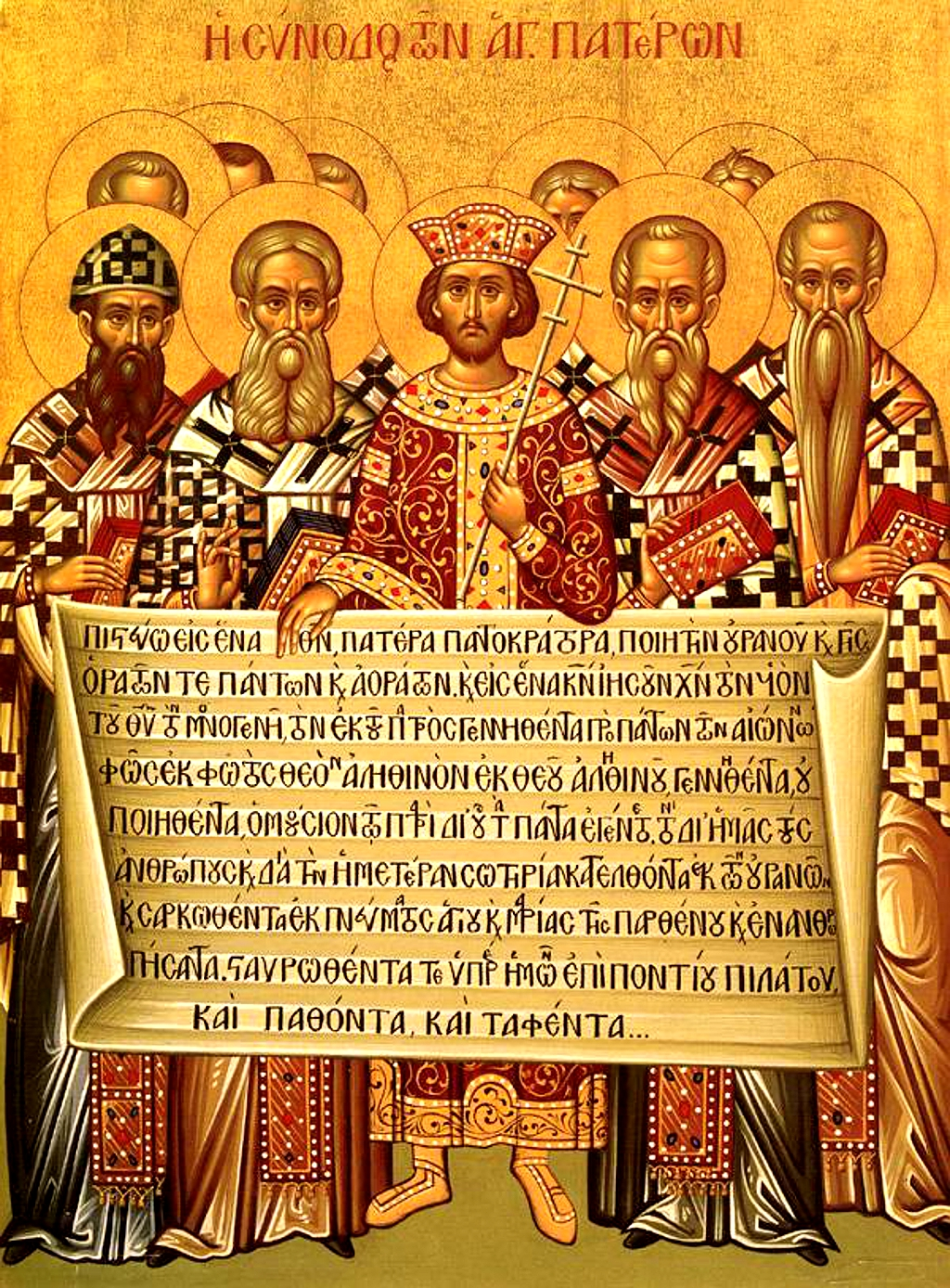
아이콘 묘사 콘스탄티누스 황제(중앙)와 325년도 제1차 니케아 공의회의 교부들 그리고 381년의 니케아-콘스탄티노폴리스 신경을 들고있다.

니케아 기독교(Nicene Christianity)는 325년 제1차 니케아 공회의에서 작성되고, 381년 제1차 콘스탄티노폴리스 공의회에서 완성된 니케아 신조를 고수하는 기독교 교리 전통과 관련된다.  그것은 훨씬 더 일반적으로 주류 기독교라고 한다.
당시 니케아 기독교에 대한 주요 반대파 교리는 아리우스주의 기독교(Arian Christianity)였는데, AD 7세기에 고딕 왕조가 니케아 기독교로 개종하면서 사라졌다. 반대파들의 주된 요점은 기독론에 집중되었다. 니케아 기독교는 그리스도를 하나님이시며 그는 아버지와 영원히 함께하신다고 여겼다. 반면에 아리안 기독교는 그리스도를 첫번째 창조된 존재이며 아버지 하나님보다 열등하다고 주장했다. 비(非) 니케아 흐름은 초기 중세부터 이단으로 여겨졌다.

## 같이 보기
- 처음 7 개의 에큐메니칼 평의회
- 기독론
- 칼케돈 기독교
- 교회교부
- 로마 제국의 주 교회

## 추가 자료
- The Doctrine of the Orthodox Church: Outline of Topics
- United States College of Catholic Bishops - What We Believe
- Copt.org - The Nicene Creed